# Doorn (toponiem)

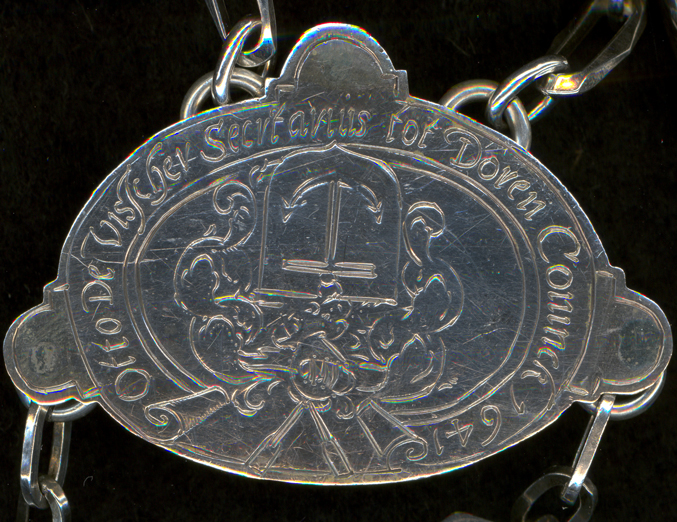
Toponiem Doorn - notatie van Deurne N.Br. 1641 DOREN

Plaatsen waarvan de naam of een deel van de naam afgeleid is van het woord doorn (dorn, thorn) komen voor in verschillende plekken in het West-Germaanse taalgebied, zoals Nederland, België, Duitsland en Engeland. Een bekend voorbeeld is Deurne, dat zowel in Nederland als in België voorkomt. Het woord is afgeleid van het Oudgermaanse woord þurnu-, dat doorn betekende.

## Verklaring van het deelwoord "doorn" in de plaatsnaam
Zoals de uitgang -dam in Amsterdam verklaard wordt door de aanwezigheid van een dam (in de Amstel) zo gaf men ook aan nederzettingen bij een doornbegroeiing een naam met daarin het woord doorn (bijvoorbeeld Doornik).

## Voorbeelden van plaatsnamen met "doorn" die afgeleid zijn vanþurnu
Nederland: Deurne (Nederland), Doornenburg, Doornik, Doornspijk
België: Deurne (Vlaams-Brabant), Deurne (Waals-Brabant) (Tourinnes la Grosse),
Duitsland: Appeldorn
Engeland: 117 huidige plaatsen, in Engeland en Wales, die te herleiden zijn tot de betekenis: THORN.
Een deel van de namen gaat vermoedelijk terug op een afleiding uit -tere, dat een boom aanduidt.

## Voorbeelden van die mogelijk afgeleid zijn vanþurnu

### Nederland
Deurningen, Deursen, Deurze, Doorn (Utrecht), Doorning, Doornsteeg, Doorwerth, Hellendoorn, Odoorn Dr., Thorn, Toornwerd

### België
- Deurne (Antwerpen) (Romaans "Torninis"), Doornik (Tournai), Turnhout

### Duitsland
- Dornick

### Engeland
- Appledore, Thorne, Thornton

## Voorbeelden van plaatsnamen met "doorn" die niet afgeleid zijn vanþurnu
- Apeldoorn, van appuldrum, appelboom.[2]
- Appeltern, idem[2]
- IJzendoorn, van Oergermaans Isandro[2]

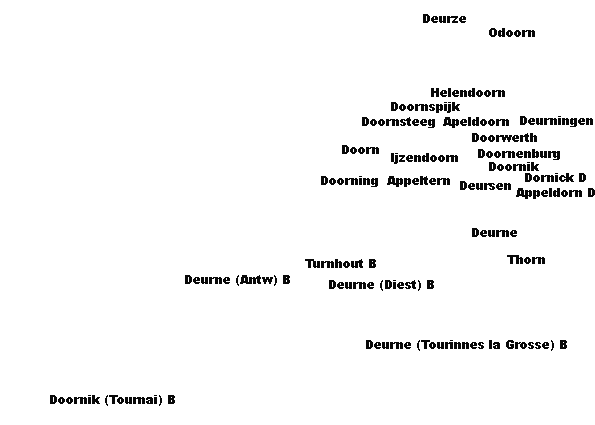
Alle dr*n / tr*n plaatsnamen op de kaarten van BLAEU - * = klinker

Doorn Toponiem op de Kaarten van Joh. Blaeu GERMANIA INFERIOR ('Atlas Maior' Blaeu UU).

## Trivia
- Bij de studie van toponiemen dient altijd op de oudst bekende vorm terug gegrepen te worden. Meerdere namen die tegenwoordig op -doorn eindigen, gaan terug op een vorm die daar niets mee te maken heeft. Een voorbeeld is Apeldoorn (792-793: Appoldro), dat 'appelboom' betekent. Ook daarmee vergelijkbare namen in het buitenland gaan vermoedelijk op 'appelboom' terug.[6]